# 20011 Baryshnikov
20011 Baryshnikov è un asteroide della fascia principale. Scoperto nel 1991, presenta un'orbita caratterizzata da un semiasse maggiore pari a 2,595931 UA e da un'eccentricità di 0,222535, inclinata di 2,794358° rispetto all'eclittica. Ha un periodo di rotazione di 9,35 ore.
È dedicato al grande ballerino sovietico ora naturalizzato statunitense Michail Baryšnikov.